# Веслање на Летњим олимпијским играма 2024.
Веслачка такмичења на Летњим олимпијским играма 2024. у Паризу одржана су по 30. пут у оквиру олимпијског програма. Трке се одржавају од 27. јула до 3. августа у Националном олимпијском наутичком стадиону.  Учествовало је укупно 502 такмичара из 63 земаља који су се такмичили у укупно 14 дисциплина - 8 у мушкој и 6 у женској конкуренцији.

## Систем такмичења
Веслачки програм обухватао је укупно четрнаест дисциплина, по седам за мушкарце и жене у идентичним класама чамаца. Ову родну равноправност предложила је Светска веслачка федерација на свом конгресу у фебруару 2017, уз препоруку коју је усвојио Међународни олимпијски комитет у јуну 2017. године. Као резултат тога, из такмичења је избачен мушки лаки четверац, а убачен је женски четверац без кормилара.
Као код свих веслачких такмичења, тако и у олимпијском програму такмичења су се одвијала у две врсте чамаца тешки и лаки, уз две веслачке технике Свип када веслачи користе по једно весло и Скул када један веслач весла са два весла. Скул дисциплина обухвата мушке и женске скифове (сингл), двојце, лаке двојце и четверце. Свип веслање обухвата мушке и женске двојце, осмерце, четверац и лаки четверац без кормилара.

## Сатница
|  | Квалификације |  | Репесаж |  | Четвртфинале |  | Полуфинале |  | Финале |

| Датум                                                 | 27. 7. | 28. 7. | 29. 7. | 30. 7. | 31. 7. | 1. 8. | 2. 8. | 3. 8. |  |
| ----------------------------------------------------- | ------ | ------ | ------ | ------ | ------ | ----- | ----- | ----- |  |
| Скиф (M) Скиф (Ж)                                     | К      | Р      | ½      | ¼      | ½      | ½     | Ф     | Ф     |  |
| Двојац без кормилара (M) Двојац без кормилара (Ж)     |        | К      | Р      |        | ½      |       | Ф     |       |  |
| Дубл скул (М)                                         | К      | Р      |        | ½      |        | Ф     |       |       |  |
| Лаки дубл скул (М) Лаки дубл скул (Ж)                 |        | К      | Р      |        | ½      |       | Ф     |       |  |
| Четверац без кормилара (М) Четверац без кормилара (Ж) |        | К      |        | Р      |        | Ф     |       |       |  |
| Четверац скул (М) Четверац скул (Ж)                   | К      |        | Р      |        | Ф      |       |       |       |  |
| Осмерац (М) Осмерац (Ж)                               |        |        | К      |        |        | Р     |       | Ф     |  |

## Учесници
Учествује укупно 63 државе:
- Алжир (2)
- Ангола (1)
- Аргентина (4)
- Аустралија (37)
- Аустрија (3)
- Азербејџан (1)
- Белгија (3)
- Бермуди (1)
- Бразил (2)
- Бугарска (2)
- Вијетнам (1)
- Грчка (7)
- Данска (16)
- Египат (3)
- Естонија (4)
- Зимбабве (1)
- Индија (1)
- Индонезија (1)
- Иран (3)
- Република Ирска (16)
- Италија (34)
- Јапан (5)
- Јужноафричка Република (3)
- Казахстан (1)
- Канада (11)
- Кина (14)
- Куба (2)
- Кувајт (1)
- Либија (1)
- Литванија (8)
- Мексико (3)
- Монголија (1)
- Мароко (1)
- Немачка (23)
- Неутрални спортисти (2)
- Нови Зеланд (20)
- Никарагва (1)
- Норвешка (10)
- Парагвај (2)
- Перу (3)
- Пољска (6)
- Румунија (45)
- САД (42)
- Србија (4)
- Сингапур (1)
- Словенија (1)
- Тајланд (1)
- Того (1)
- Тунис (3)
- Уганда (1)
- Украјина (6)
- Уругвај (1)
- Узбекистан (3)
- Уједињено Краљевство (42)
- Филипини (1)
- Француска (домаћин) (12)
- Холандија (33)
- Хонгконг (1)
- Хрватска (5)
- Чешка (6)
- Чиле (4)
- Швајцарска (17)
- Шпанија (9)

## Резултати

### Мушкарци
| Дисциплина             | Злато | Сребро | Бронза |
|                        | | | |
| Скиф                   | Оливер Цајдлер | Јевгениј Залати | Симон ван Дорп |
| Дубл скул              | Андреј Корнеа Маријан Енаке                                                                                                  | Мелвин Твелар Стефан Бренинк | Дејр Линч Филип Дојл |
|                        | | | |
| Четверац скул          | Ленарт ван Лироп Фин Флоријн Тоне Витен Коен Метсемакерс                                                                     | Лука Кјументо Лука Рамбалди Ђакомо Ђентили Андреа Паница                                                                                   | Фабијан Барањски Матеуш Бискуп Доминик Чаја Мирослав Зентарски                                                                          |
|                        | | | |
| Двојац без кормилара   | Мартин Синковић Валент Синковић                                                                                              | Оливер Вин-Грифит Томас Џорџ | Роман Роесли Андрин Гулих |
|                        | | | |
| Четверац без кормилара | Ник Мид Џастин Бест Мајкл Грејди Лијам Кориган                                                                               | Оливер Маклин Логан Улрлих Том Мари Мет Макдоналд                                                                                          | Оливер Вилкс Дејвид Амблер Мет Олдриџ Фреди Дејвидсон                                                                                   |
|                        | | | |
| Осмерац                | Морган Болдинг Шолто Карнеги Рори Гибс Томас Форд Џејкоб Досон Чарлс Елвес Томас Дигби Џejмс Рудкин Хари Брајтмор (кормилар) | Ралф Ринкс Олав Моленар Сандер де Граф Рубен Кнаб Герт-Јан ван Дорн Јакоб ван де Керкхоф Јан ван дер Биј Мик Макер Дивуке Фетер (кормилар) | Хелинг Холингсворт Николас Рашер Кристијан Табаш Кларк Дин Кристофер Карлсон Питер Чатан Евен Олсон Питер Квинтон Рајли Мелн (кормилар) |
| Лаки дубл скул         | Финтан Макарти Пол О'Донован                                                                                                 | Стефано Опо Габријел Соареш | Петрос Гаидацис Антониос Папаконстантину                                                                                                |

### Жене
| Дисциплина             | Злато | Сребро | Бронза |
|                        | | | |
| Скиф                   | Каролин Флоријн | Ема Твиг | Викторија Сенкуте |
| Дубл скул              | Брук Франсис Луси Спурс | Анкута Боднар Симона Радиш | Матилда Хоџкинс Брн Ребека Вајлд                                                                                               |
|                        | | | |
| Четверац скул          | Хана Скот Лола Андерсон Анкута Боднар Георгина Брејшо | Лајла Јусифу Бенте Паулис Рос де Јонг Теса Дулеманс                                                                                            | Марен Фелц Табеа Шендекел Леони Мензел Пија Грајтен                                                                            |
|                        | | | |
| Двојац без кормилара   | Имкје Клеверинг Вероник Мистер | Јоана Вринчану Роксана Ангел | Џесика Морисон Анабел Макинтајер                                                                                               |
|                        | | | |
| Четверац без кормилара | Марлос Олденбург Хермејнтје Дрент Тинка Оферејнс Бенте Бонстра | Хелен Главер Есме Бут Саманта Редгрејв Ребека Шортен                                                                                           | Џеки Гаулер Фиби Спурс Девина Води Кери Вилијамс                                                                               |
|                        | | | |
| Осмерац                | Адријана Адам Роксана Ангел Амалија Береш Анкута Боднар Марија-Магдалена Русу Марија Тиводарију Јоана Вринчану Симона Радиш Викторија-Стефанија Петреану (кормилар) | Абигејл Дент Кајли Филмер Касиа Гручала-Весерски Маја Мешкулејт Сидни Пејн Џесика Севик Кристина Вокер Авалон Вастенејс Кристен Кит (кормилар) | Ени Кембел-Орд Холи Данфорд Емили Форд Лорен Ирвин Хајди Лонг Роуан Макелар Ив Стјуарт Харијет Тејлор Хенри Филдман (кормилар) |
| Лаки дубл скул         | Емили Крејг Имоџен Грант | Ђанина-Елена Белеага Јонела Козмјук | Димитра Конту Зои Фициу |

## Биланс медаља
| Поз. | Земља                                    |    |    |    |    |
|      |                                          |    |    |    |    |
| 1.   | Холандија                                | 4  | 3  | 1  | 8  |
| 2.   | Уједињено Краљевство                     | 3  | 2  | 3  | 8  |
| 3.   | Румунија                                 | 2  | 3  | 0  | 5  |
| 4.   | Нови Зеланд                              | 1  | 2  | 1  | 4  |
| 5.   | Република Ирска                          | 1  | 0  | 1  | 2  |
| 5.   | Немачка                                  | 1  | 0  | 1  | 2  |
| 5.   | Сједињене Државе                         | 1  | 0  | 1  | 2  |
| 8.   | Хрватска                                 | 1  | 0  | 0  | 1  |
| 9.   | Италија                                  | 0  | 2  | 0  | 2  |
| 10.  | Канада                                   | 0  | 1  | 0  | 1  |
| –    | Независни учесници на Олимпијским играма | 0  | 1  | 0  | 1  |
| 11.  | Грчка                                    | 0  | 0  | 2  | 2  |
| 12.  | Аустралија                               | 0  | 0  | 1  | 1  |
| 12.  | Литванија                                | 0  | 0  | 1  | 1  |
| 12.  | Пољска                                   | 0  | 0  | 1  | 1  |
| 12.  | Швајцарска                               | 0  | 0  | 1  | 1  |
|      | Укупно (15)                              | 14 | 14 | 14 | 42 |